# Калимантанская барбурула
Калимантанская барбурула (лат. Barbourula kalimantanensis) — один из двух видов рода Барбурула, который встречается в западной части острова Калимантан (Борнео). Ранее считалось, что это единственный вид  лягушек, у которого отсутствуют лёгкие, однако затем у нее были обнаружены редуцированные легкие. 

## Описание
Калимантанская барбурула достигает до 40 мм в длину; окраска золотисто-коричневая с мелкими тёмными пятнышками. Тело и голова сплющенные, на конечностях кожа свисает складками, что увеличивает её поверхность и, таким образом, облегчает кожное дыхание. Глаза большие, направлены вперед. Эта жаба выделяет очень большое количество слизи по всей поверхности тела, поэтому её очень трудно удержать в руках.

## Образ жизни
Калимантанская барбурула обитает в быстротекущих холодных горных реках и ручьях центральной части острова Калимантан. Судя по всему, потеря лёгких стала адаптацией, облегчающий пребывание в такой среде: это снижает плавучесть тела, и животному легче удержаться, чтобы не быть снесённым потоком воды. Дыхание при этом обеспечивается благодаря газообмену на коже: так как в холодной воде кислород растворяется лучше, чем в тёплой, а стремительное течение ускоряет газообмен между кожей животного и водой, такой тип адаптации становится вполне приемлемым в условиях привычной для лягушки среды. Обычно эти лягушки проводят большую часть времени, скрываясь под камнями на дне ручьёв, чему способствует плоская форма тела и головы; отсутствие лёгких также облегчает сжатие тела, когда животное прячется под камнями.
Основной угрозой для вида является нелегальная добыча золота так называемым «ртутным способом», который уничтожает и загрязняет токсичными металлами природные горные ручьи (единственную приемлемую для этого вида среду), а также вырубка лесов, что отрицательно влияет на круговорот воды, таким образом, уничтожает естественную регуляцию водяного стока в гористой местности.

## История открытия и систематика
Калимантанская барбурула была открыта в 1978 году индонезийским зоологом Джоком Искандером, который нашел её в реке Пинох, маленьком притоке реки Капуас. Этот вид стал вторым в роде Барбурула: до той поры род включал в себя только один вид, Филиппинскую плоскоголовую лягушку (Barbourula busuangensis) с Филиппинских островов Палаван и Бусуанга (небольшой остров к северу от Палавана). В течение последующих тридцати лет был добыт лишь ещё один экземпляр борнейской плоскоголовой лягушки; оба экземпляра в нетронутом состоянии хранились в музее. Несмотря на проведённую рентгенографию, отсутствие в них лёгких не было обнаружено; хирургическое сечение при этом не осуществлялось, учитывая чрезвычайную редкость образцов.
В августе 2007 года международная экспедиция под руководством сингапурского зоолога Дэвида Бикфорда, в состав которой входил также и Джок Искандар, смогла отловить 9 лягушек в той же местности, где когда-то они были найдены впервые. Первая из пойманных лягушек быстро погибла, хотя и была посажена в ведро с водой, что навело исследователей на мысль о наличии каких-то очень специфических черт в функционировании организма данного вида. Поэтому этот и другие 8 экземпляров, найденных во время экспедиции, были доставлены в лабораторию, где было проведено их вскрытие. Только тогда оказалось, что у этих лягушек нет лёгких, а также гортани и трахей. При этом у родственного вида, филиппинской плоскоголовой лягушки, лёгкие имеются.
Публикация данных, собранных в экспедиции 2007 года и в ходе последующих лабораторных исследований данного вида, состоялась 6 мая 2008 года в журнале Current Biology.